# Dries Mertens
Dries Mertens (wym. [ˈdris ˈmɛrtə(n)s], ur. 6 maja 1987 w Leuven) – belgijski piłkarz, występujący na pozycji pomocnika lub napastnika. Reprezentant Belgii. Uczestnik Mistrzostw Świata 2014, 2018, 2022 i Mistrzostw Europy 2016.

## Kariera klubowa
Mertens jako junior grał w klubach Stade Leuven, RSC Anderlecht oraz KAA Gent, do którego trafił w 2003. W 2004 został włączony do jego pierwszej drużyny. W 2005 został wypożyczony do Eendrachtu Aalst, gdzie spędził rok. Z kolei w 2006 wypożyczono go do holenderskiego AGOVV Apeldoorn z Eerste divisie. W tych rozgrywkach zadebiutował 11 sierpnia 2006 w wygranym 3:1 meczu z Cambuurem Leeuwarden. 22 września 2006 w wygranym 3:0 spotkaniu z FC Den Bosch strzelił pierwszego gola w Eerste divisie. Na wypożyczeniu w AGOVV grał przez rok, a potem podpisał kontrakt z tym klubem. Jego barwy reprezentował jeszcze przez 2 lata.
W 2009 Mertens odszedł do zespołu FC Utrecht z Eredivisie. W tej lidze pierwszy mecz zaliczył 1 sierpnia 2009 przeciwko RKC Waalwijk (1:0). 16 sierpnia 2009 w zremisowanym 2:2 pojedynku z VVV Venlo zdobył 2 bramki, które były jego pierwszymi w Eredivisie.
W 2011 przeszedł do PSV Eindhoven za około 10 mln euro. W pierwszym sezonie w 33 meczach strzelił 21 bramek, najwięcej z całej drużyny.
W czerwcu 2013 podpisał kontrakt z włoskim SSC Napoli.
21 marca 2021 Mertens zdobył swoją setną bramkę w Serie A, w spotkaniu przeciwko Romie.
8 sierpnia 2022 został zawodnikiem Galatasaray, z którym podpisał kontrakt do 30 czerwca 2023. 14 sierpnia wystąpił po raz pierwszy dla tureckiego klubu, rozgrywając przegrany 1:0 mecz z Giresunsporem. 

## Kariera reprezentacyjna
W reprezentacji Belgii zadebiutował 9 lutego 2011 w zremisowanym 1:1 towarzyskim meczu z Finlandią. Swoją pierwszą bramkę w drużynie narodowej zdobył przeciwko Holandii w meczu towarzyskim rozegranym 15 sierpnia 2012. Mertens doprowadził do wyrównania, strzelając na 2:2, a mecz zakończył się wygraną Belgii 4:2. Zdobywał również bramki podczas Mistrzostw Świata 2014 przeciwko Algierii (2:1), oraz Mistrzostw Świata 2018 przeciwko Panamie (3:0).

## Sukcesy

### Rekordy
- Najskuteczniejszy zawodnik w historii SSC Napoli: 148 goli[7]